# 渋谷区立原宿外苑中学校
渋谷区立原宿外苑中学校（しぶやくりつ はらじゅくがいえんちゅうがっこう）は、東京都渋谷区神宮前一丁目にある区立中学校である。

## 概要
1997年（平成9年）、外苑中学校と原宿中学校との統合によって創立された。徒歩3分程に竹下通りなどの繁華街があるが、デザイン系の事務所や図書館、警察署などが周囲に立地している為、比較的閑静である。明治神宮の森や、校門前のイチョウ並木など木々が周囲に多くある他、校内にも桜や梅などの木がある。立地的に都心部にあるため、校舎内から南は渋谷の高層ビル、北は新宿及び西新宿の高層ビル、屋上では上記と東に、神宮外苑と西に、明治神宮を眺めることができ、さらには夜景がとても美しい。
校歌は小椋佳の作詞である。校章は原宿表参道のケヤキの葉と神宮外苑のイチョウの葉を組み合わせ、両校の頭文字である「H」と「G」を乗せている。制服は区内で唯一の学ランとセーラー服である。
比較的自由な校風で勉学に励む生徒が多いため、中間及び期末試験のおよそ 2週間前からはすぐ側の渋谷区立中央図書館の座席が在校生と卒業生の使用により混雑する。元は2クラスであったため、数年前に学区外からの生徒の増加に伴う3クラスへの編成転換の際、3学年は設備の都合上、クラスによって階数が異なる。
渋谷区では学校選択希望制を採用しているため、毎年原宿外苑中学校を希望する生徒が非常に多く、同区内の渋谷区立松濤中学校などと共に、毎年定員を超え抽選が発生する。また、原宿外苑中学校は生徒のおよそ三分の一が恵比寿や代官山、広尾、富ヶ谷、参宮橋などの地域から越境通学をする。その為、その生徒の多くは原宿駅を利用する。

## 歴史
- 1947年（昭和22年）
  - 4月1日 - 学制改革により新制中学校として[3]、旧近衛歩兵第4連隊跡地に東京都立青山中学校（旧・都立第十五中学校。現在の都立青山高校）に同居して創立。2・3年生は都立青山中（都立十五中）の附属生扱いとした[4][信頼性要検証]。
  - 5月2日 - 渋谷区と港区の境界線上にあったため[5][信頼性要検証]、東京都立外苑中学校として開校[3]。
- 1948年（昭和23年）4月1日 - 渋谷区立外苑中学校と改称[3]。女子生徒（99名）が港区立青山中学校へ異動[6]。
- 1962年（昭和37年）4月1日 - 1960年創立の分教場（後に分校）が渋谷区立原宿中学校として独立開校[3]。
- 1997年（平成9年）4月1日 - 外苑中学校の敷地・校舎に原宿中学校を統合し、渋谷区立原宿外苑中学校を創立[3]。
- 2023年（令和5年）1月 - ICT教育（全教科）区研究指定校（2年次）となる[7]。

### 建て替え計画
渋谷区は2022年（令和4年）、教育目標や長寿命化計画を踏まえ、「未来の学校のコンセプト」と「新しい学校施設整備に当たっての考え方」の概要をまとめ、「渋谷区新しい学校づくり整備方針（2023年3月）、渋谷区立小学校と中学校の建て替えロードマップ」を発表した。改築中の移転先は、旧青山病院跡地の「青山キャンパス」（近隣の青山学院大学とは無関係）と称する、複数の区立学校の仮設校舎となる予定。
- 工事期間（解体1年、建築2年） - 2028年度（令和10年）〜 2030年度（令和12年）、千駄谷小学校は、原宿外苑中学校新校舎で小中一貫校となる予定。

生徒数と教員数
| 年度     | 生徒総数 | 1年生 | 2年生 | 3年生 | 教員数 | 職員数 |
| -------- | -------- | ----- | ----- | ----- | ------ | ------ |
| 平成23年 | 243人    | 93人  | 82人  | 68人  | 19人   | 8人    |
| 平成24年 | 261人    | 88人  | 85人  | 88人  | 20人   | 8人    |
| 平成25年 | 255人    | 76人  | 90人  | 89人  | 20人   | 8人    |
| 平成26年 | 260人    | 87人  | 82人  | 91人  | 21人   | 8人    |
| 平成27年 | 270人    | 97人  | 89人  | 84人  | 21人   | 9人    |
| 平成28年 | 278人    | 85人  | 99人  | 94人  | 20人   | 10人   |
| 平成29年 | 286人    | 98人  | 87人  | 101人 | 20人   | 9人    |
| 平成30年 | 284人    | 100人 | 96人  | 88人  | 20人   | 9人    |
| 令和元年 | 297人    | 101人 | 101人 | 95人  | 21人   | 9人    |
| 令和2年  | 293人    | 90人  | 101人 | 102人 | 20人   | 8人    |
| 令和3年  | 279人    | 88人  | 88人  | 103人 | 20人   | 11人   |

学校公開
保護者や学校関係者などが見物できる「体育祭」や「なみき祭」が開かれる。

## 通学区域
- 渋谷区
- 代々木（二丁目の全域と、一・三丁目の一部）
- 代々木神園町（一部）
- 千駄ヶ谷（全域）
- 神宮前（一〜四丁目の全域と、五・六丁目の一部）

さらに、代々木一丁目の一部（代々木中学校の指定区域）と神宮前五丁目の一部（松濤中学校の指定区域）が調整区域として設定されている。

## 交通
鉄道
- JR山手線 原宿駅　竹下口　徒歩5分
- 東京メトロ千代田線・副都心線 明治神宮前駅　　徒歩7分
- 東京メトロ副都心線　北参道駅から徒歩8分

## 関係者

### 出身者
- 江柄子裕樹（プロ野球選手）
- 加藤志穂子（日本画家）
- 杉本文乃（女優）
- 西内まりや（モデル、女優）[11]
- Yae（歌手、加藤登紀子の娘）
- 山川建夫（フリーアナウンサー）

### 旧原宿中学校の出身者
- 武田展雄（工学者）
- 長谷部健（政治家、渋谷区長）
- 廣瀬直己（実業家、東京電力ホールディングス社長）
- 丸山敬太（ファッションデザイナー）

## 渋谷区立原宿中学校（廃校）

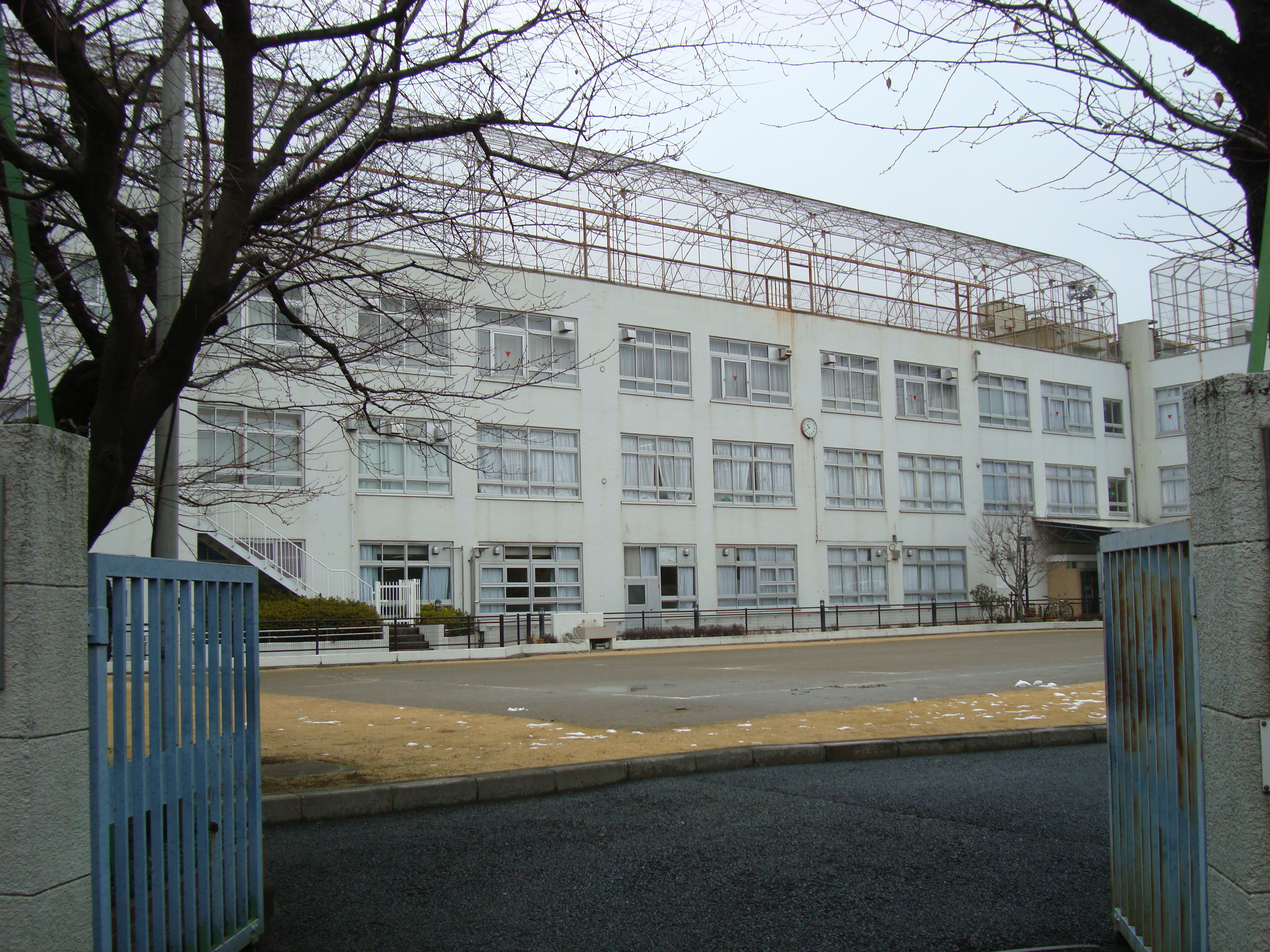
旧原宿中学校（神宮前4丁目、2011年）

渋谷区立原宿中学校（しぶやくりつ はらじゅくちゅうがっこう）は、かつて東京都渋谷区神宮前三丁目12番8号に所在した中学校。もともと外苑中学校の分教場として設置された後に独立、約35年の後に再び外苑中学校と統合されて廃校となった。
1960年（昭和35年）、東京都渋谷区立外苑中学校の分教場として、原宿二丁目（当時）の穏原小学校跡地に設置された。1962年（昭和37年）4月に原宿中学校として独立・開校したが、1997年（平成9年）3月をもって閉校、元の本校であった外苑中学校に統合されて原宿外苑中学校となった。学校の跡地・建物は、渋谷区サービス公社の運営する福祉施設「ケアコミュニティ原宿の丘」となり、1999年（平成11年）に開業した。同施設には地域包括支援センター、在宅サービスセンター、ホームヘルパーステーションが併設され、かつての体育館はリクリエーションホール、同屋上にあったプールはビオトープとして活用されている。